# Entrance Grave von Harristown

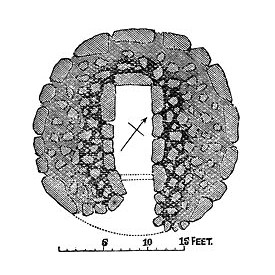
Entrance Grave - Schema

Das Entrance Grave von Harristown (irisch Baile Anraí) liegt an der Ostseite einer Anhöhe, die als „Carrick a Dhirra“ bekannt ist, etwa 3,9 km von Dunmore East im County Waterford in Irland. Das so genannte „Simple Passage Tomb“ ist die eindrucksvollste Megalithanlage einer Gruppe von nur fünf Entrance Graves in Irland, die große Affinität mit denen mehrheitlich auf den Scilly-Inseln vor der Küste von Cornwall vertretenen Anlagen aufweisen. 

## Beschreibung
Die leicht keilförmige Kammer ist mehr als sechs Meter lang und die partielle Doppelung ihrer Seitenwände zeigt den Einfluss der Wedge Tombs an. Die Rückwand der Kammer ist 1,3 m breit und wird durch eine große Platte abgeschlossen. Nur zwei Decksteine sind erhalten, einer über der Kammer und der andere in der Nähe des 1,05 m breiten Anfangs der Kammer oberhalb eines niedrigen Schwellensteins. Die Kammer wird von den Resten eines runden Steinhügels umgeben, der etwa zehn Meter Durchmesser hat und noch nahezu vollständig von Randsteinen gefasst ist. 
Die Anlage wurde im Jahre 1939 von der britischen Archäologin Jacquetta Hawkes (1910–1996) ausgegraben, die neben dem Leichenbrand von zwei Personen in der Kammer unter anderem einen Bronzeschild, Gefäße, Knochennadeln, ein Rasiermesser und einen Steinanhänger fand. Die Hawkes-Ausgrabung erbrachte auch eine Reihe von Sekundärgräbern aus der Bronzezeit.